# Vedevåg
Vedevåg – miejscowość (tätort) w Szwecji, w regionie administracyjnym (län) Örebro, w gminie Lindesberg.
Według danych Szwedzkiego Urzędu Statystycznego liczba ludności wyniosła: 753 (31 grudnia 2015), 668 (31 grudnia 2018) i 688 (31 grudnia 2019).